# Pretty Polly Stakes
Groupe 1
Les Pretty Polly Stakes est une course hippique de plat se déroulant au mois de juin sur l'hippodrome du Curragh, en Irlande.
C'est une course de Groupe 1 (depuis 2004), réservée aux pouliches de 3 ans et plus, qui porte le nom de la grande championne Pretty Polly.
Elle se déroule sur 2 000 mètres. L'allocation s'élève à 300 000 €.

## Palmarès depuis 2004
| Année | Vainqueur         | Âge | Pays        | Père               | Jockey             | Entraîneur         | Propriétaire              | Temps    |
| ----- | ----------------- | --- | ----------- | ------------------ | ------------------ | ------------------ | ------------------------- | -------- |
| 2025  | Whirl             | 3   | Irlande     | Wootton Bassett    | Ryan Moore         | Aidan O'Brien      | Coolmore                  | 2'04"95  |
| 2024  | Bluestocking      | 4   | Royaume-Uni | Camelot            | Rossa Ryan         | Ralph Beckett      | Juddmonte Farms           | 2'10"09  |
| 2023  | Via Sistina       | 5   | Royaume-Uni | Fastnet Rock       | Jamie Spencer      | George Boughey     | R. G. Hillen              | 2'06"17  |
| 2022  | La Petite Coco    | 4   | Irlande     | Ruler of The World | William J. Lee     | Paddy Twomey       | Team Valor                | 2'13"86  |
| 2021  | Thundering Nights | 4   | Irlande     | Night of Thunder   | Shane Cross        | Joseph O'Brien     | Shapoor Mistry            | 2'08"72  |
| 2020  | Magical           | 5   | Irlande     | Galileo            | James-A. Heffernan | Aidan O'Brien      | Coolmore                  | 2'12"29  |
| 2019  | Iridessa          | 3   | Irlande     | Ruler of The World | Wayne Lordan       | Joseph O'Brien     | Chantal Regalado-Gonzalez | 2'06"46  |
| 2018  | Urban Fox         | 4   | Royaume-Uni | Foxwedge           | Daniel-A. Tudhope  | William Haggas     | Barnane Stud              | 2'06"98  |
| 2017  | Nezwaah           | 4   | Royaume-Uni | Dubawi             | Andrea Atzeni      | Roger Varian       | Cheikh A. Al Maktoum      | 2'06"19  |
| 2016  | Minding           | 3   | Irlande     | Galileo            | Ryan Moore         | Aidan O'Brien      | Coolmore                  | 2'09"94  |
| 2015  | Diamondsandrubies | 3   | Irlande     | Fastnet Rock       | James-A. Heffernan | Aidan O'Brien      | R.Henry & J.Magnier       | 2'07"38  |
| 2014  | Thistle Bird      | 6   | Royaume-Uni | Selkirk            | George Baker       | Roger Charlton     | Lady Rothschild           | 2'05" 58 |
| 2013  | Ambivalent        | 4   | Royaume-Uni | Authorized         | Johnny Murtagh     | Roger Varian       | Abdullah Saeed Belhab     | 2'04"83  |
| 2012  | Izzi Top          | 4   | Royaume-Uni | Dalakhani          | William Buick      | John Gosden        | Helena Springfield Ltd    | 2'15"05  |
| 2011  | Misty For Me      | 3   | Irlande     | Galileo            | James A. Heffernan | Aidan O'Brien      | Coolmore                  | 2'13"37  |
| 2010  | Chinese White     | 5   | Irlande     | Dalakhani          | P.-J. Smullen      | Dermot Weld        | Lady O'Reilly             | 2'03" 80 |
| 2009  | Dar Re Mi         | 4   | Royaume-Uni | Singspiel          | Jimmy Fortune      | John Gosden        | Andrew Lloyd Webber       | 2"14"00  |
| 2008  | Promising Lead    | 4   | Royaume-Uni | Danehill           | Ryan Moore         | Sir Michael Stoute | Khalid Abdullah           | 2'06"80  |
| 2007  | Peeping Fawn      | 3   | Irlande     | Danehill           | Kieren Fallon      | Aidan O'Brien      | Coolmore                  | 2'10"60  |
| 2006  | Alexander Goldrun | 5   | Irlande     | Gold Away          | Kevin Manning      | Jim Bolger         | Miriam O'Callaghan        | 2'04"80  |
| 2005  | Alexander Goldrun | 4   | Irlande     | Gold Away          | Kevin Manning      | Jim Bolger         | Miriam O'Callaghan        | 2'05"70  |
| 2004  | Chorist           | 5   | Royaume-Uni | Pivotal            | Darryll Holland    | William Haggas     | Cheveley Park Stud        | 2'02"80  |